# ニード・フォー・スピード ヒート
『ニード・フォー・スピード ヒート』 (Need for Speed Heat) は、2019年11月8日にエレクトロニック・アーツより発売されたPlayStation 4、Xbox One、Microsoft Windows向けレースゲーム。略称は『NFSHEAT』 。

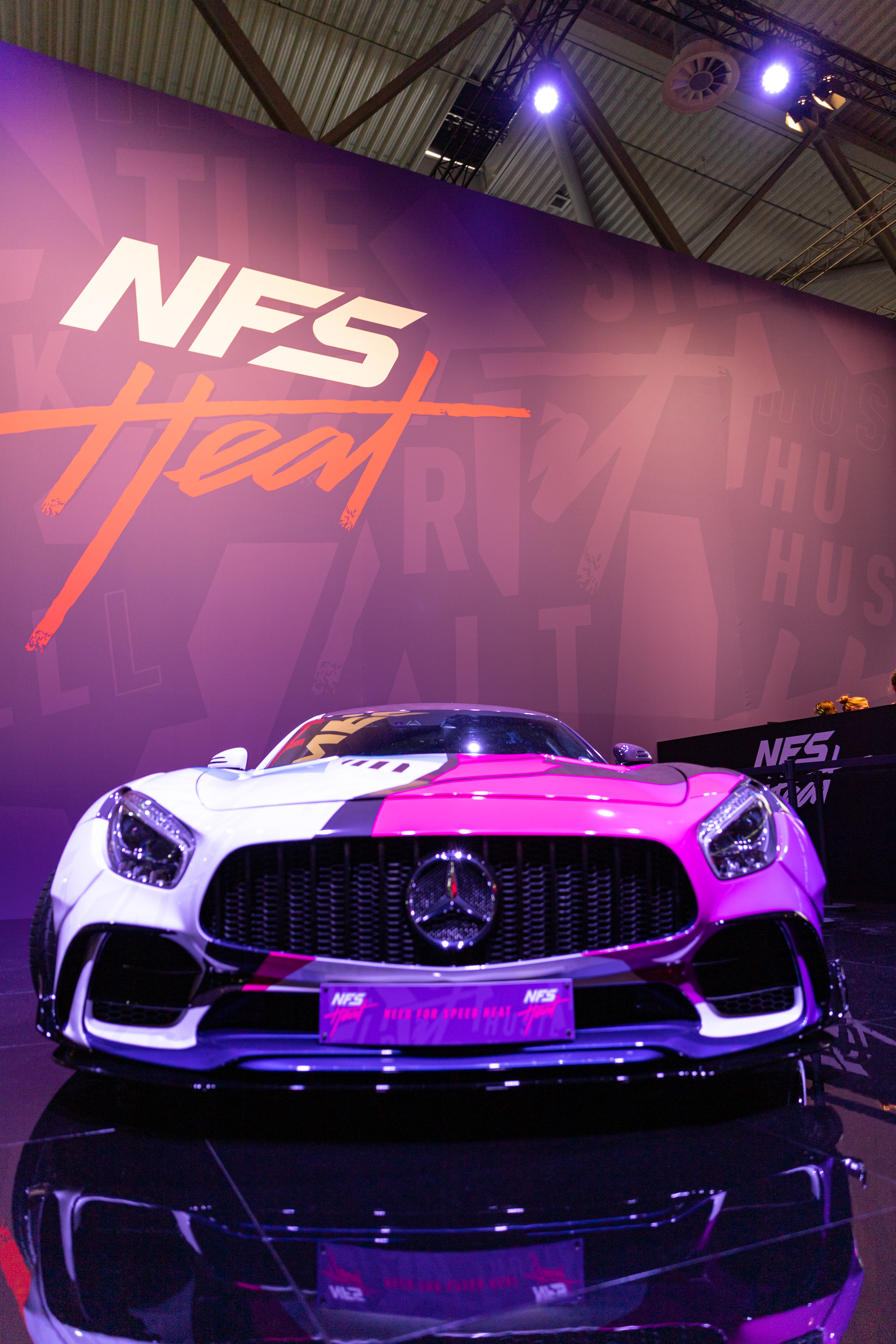
ニード・フォー・スピード ヒート カー・ゲームコム（2019年）

## 概要
ネオンが輝く町「パームシティ」を舞台に、日中の合法レースで車やパーツなどを購入するのに使用する「CASH」と、夜間の違法レースで名声を上げるための「REP」の2種類のポイントを獲得していくことを目的にゲームが進行する。
本作のカバーカーはポールスター・1。
今作では前作に収録されていた「ルートボックス」機能は廃止された。。また、シリーズ初のアバター機能も搭載。
開発は『ライバルズ』、『NFS2015』、『ペイバック』に引き続きGhost Gamesが担当。本作が最後となり、以降の作品の開発はCriterion Gamesが担当することになる。
尚、発売年の2019年は、シリーズの原点作『Road & Track Presents:The Need for Speed』の発売から25年が経過した年でもある。
Ghost Gamesは11月19日に、本作が現世代ハードで発売されたニード・フォー・スピード シリーズで1週間でのプレイヤー数が最多になった、と発表した。
2020年6月9日に次回作の開発に専念するため、クロスプレイの実装を最後に本作のアップデートの終了を発表した。

## 特徴

### 昼と夜
今作も引き続きオープンワールドだが、時間の自動経過がなくなり、代わりに昼と夜をプレイヤー自身が決めるスタイルに変更された。セッション中（ガレージから出ている時）でもマップを開いて昼から夜に変えられる（逆は不可）。
昼は「スピードハンターズ・ショウダウン(SpeedHunters Showdown)」と呼ばれる公式イベントに参加して、車やパーツを購入するためのCASHを稼げる。一方、夜は違法のストリートレースに参加してより高性能なマシンやパーツを購入する権利を得るための名声(REP)を稼げる。このため、昼と夜では以下のような違いがある。
イベント内容の差異
昼間は公道を封鎖した公式のレースイベントであり一般車は走行していないが、夜間は非公式の違法ストリートレースイベントとなり、一般車が普通に走行している。
警察の追跡基準（ヒートレベルの上昇具合）
昼は基本的に追跡されることはないが、夜はヒートレベルが1以上の状態では警察に視認されるだけで追跡される。ただし、昼でも警察車両の前でクラクションを連打したり接触すれば追跡の対象となる。
警察の能力の差
夜間の警察は総じて能力が高く、執拗にプレイヤーに体当たりを仕掛けたり、昼間には出現しないライノユニット（装甲車）、スパイクベルトを使用してくるため、より激しいカーチェイスを繰り広げる事になる。
ガソリンスタンドでの修理回数制限の有無
昼間は回数制限はない。夜間はダメージを受けた状態でガソリンスタンドを通過すると修理回数が消費される。修理回数は1回のセッション中で3回まで。
CASHやREPの獲得具合
昼はCASH、夜はREPを稼げる。

### アバター
12人の外見の中から選んだうえで、髪型、髪色、服装が変更できる。顔の整形は出来ない。服装にはadidasなどの実在するブランドも登場する。

### 高速移動
前作では、ガソリンスタンド、ガレージ、パーツショップ、カーディーラーで高速移動が可能だったが、今作では隠れ家及び、パーツショップ、カーディーラーのみ利用可能。
ヒートレベルが1以上になった状態では高速移動の利用は出来ない。

### 車のカスタマイズ
シリーズ全体における特徴の一つ。クルマの外装を変えるエアロパーツやホイールの取り付けはもちろん、前作から実装されたタイヤスモークの色の変更やアンダーネオンなどの取り付けなども可能。シリーズ初となるエキゾーストサウンドのカスタムが実装されている。アップグレードも充実したものとなっており、その中でもエンジンの載せ替えがシリーズで初めて可能となった。

### ライブチューニング
今作ではイベント中でも使える。各パラメーターを微調整することで車の性能や挙動が変化する。ライブチューニングでは以下の設定ができる。
- ステアリング感度
- ダウンフォース
- トラクション制御
- ドリフトスタイル

## 登場人物

### 主要人物
プレイヤー
声: アンドリュー・ローレンス（男） / ジェイミー・グレー・ハイダー（女）
本作の主人公。12人の男女の中から外見を選ぶことが可能。服装は変更可能。また本作では喋り、フランクな人物として描写されている。
コードネームは好きではない
ルーカス・リベラ
演: ジョニー・クルーズ
パームシティの整備工場「リベラ・ファミリーガレージ」のオーナー。パームシティのレーサーのメカニックとして働き、地域の新参者の溜まり場として自身のガレージを喜んで開放している。元ストリートレーサーで「ある事情」により今は法を守って生きていくと決め、運転席には乗らなくなっている。のんびり屋に見えて実は義理堅く、自身の家族を守るためなら何だってする。
搭乗車種は父から受け継いだカマロSS（プレイヤーには再現出来ないエアロが装着された特別仕様になっている）。
マーサーの計画を阻止した後はレーサーとして復帰し、アナに正式にカマロを譲った後は911カレラS(993)に乗り換える。
アナ・リベラ
演: アナ・マルテ
ストリートレーサー、ルーカスの妹。兄とは正反対の無鉄砲で頑固な性格。クルーと夜のストリートを走り、競争相手を打ち負かすことで最高の幸せを感じる。昼に走ることはない。本人曰く「日差しが眩しくて危ないから」
搭乗車種は350Z（プレイヤーには再現できないエアロを装着している）。しかしある夜にショー巡査にZを押収されてしまい、ルーカスのカマロをこっそり借りてストリートレースに出るが、ショー巡査の追撃でボロボロにしてしまう。その後、ルーカスが所有している隠れ家にあった911カレラS(993)に一時的に乗り換える。
マーサーの計画を阻止した後はプレイヤーと共にThe Leagueの一員として認められ、ルーカスから正式にカマロSSを受け継いだ。

### パームシティ警察
フランク・マーサー
日本語吹き替え : 山野井仁
演: ジョシュア・コックス
パームシティの警察官。階級は警部補、「タスクフォース」の指揮官。搭乗車種はカーボン調のフォード・エクスプローラー（警察仕様）。
公衆の前では頼れる顔を見せるカリスマ性と威厳を兼ね揃えた人物。
表向きは市民の安全を第一に非合法レースに興じるストリートレーサーを日夜取り締まっているが、逮捕したストリートレーサーに街からの追放や法外な罰金の支払いを命じるだけでなく、車を押収しては分解して裏で売りさばき、私腹を肥やしている悪徳警官という裏の顔を持つ。ストーリー終盤で彼の悪行が世間に知れ渡ってしまい、押収したM3 GTRに乗り込み、警察からの逃走を試みるも、プレイヤーとアナの乗っていた車によって大破し失敗。
その場を引き継いだトレス巡査によって追い詰められ、射殺されたかのような描写が為されているが、後のトレスの記者会見においては「失踪宣告」が為された上での死亡扱いであり、遺体も見つかっておらず、明確な生死は描写されていない。
ダニー・ショー
演: ジョシュ・コリンズ
パームシティの警察官。階級は巡査、「タスクフォース」の隊員。搭乗車種はカーボン調のカマロZ28（警察仕様）。ナンバープレートは「NOMERCEY」。ツーブロックの髪型とタトゥーが特徴。
マーサーに忠実で彼に認めてもらうべく何でも指示に従い、手段を選ばない。金持ちからは喜んで賄賂を受け取り、逆らう者にはお仕置きを食らわす。
トランクには賄賂や罰金で集めた大金が積まれていたが、ある夜にプレイヤーとアナの追跡の末に大破したことでそれが散らばってしまい、周囲やマスコミに露見されたため逃走。暫く行方を眩ませて逃亡生活を送っていたようだが、マーサーの失踪後、直接の描写はないもののアナの口から詐欺と恐喝の容疑で刑務所に収監されたことが判明する。このとき、なぜトレスを道連れにしなかったのかについて、アナは「（トレスに）弱みを握られているのかも。何も言えなくなるような何か」と考察するが、真相は不明。
エヴァ・トレス
演: ションティ・サルダナ
パームシティの女性警察官。階級は巡査、「タスクフォース」の高官。搭乗車種はBMW・S1000RR。
自身も汚職に手を染めながらも、マーサーとショーの強引でやり過ぎとも言えるやり方には否定的な考えを持っている。
そのため、正面から彼らに挑むプレイヤーとアナにマーサーの計画を暴いて止める依頼をする。不正な取引には決して公にせず、傍観者の立場で仕事を行うことで露出を避け、自身の立場への生き残りを図る。マーサーの失踪後、後任の指揮官として彼女が抜擢されている。

### パームシティのストリートレーサー
括弧内は「スピードハンターズ・ショウダウン」、通常のストリートレース時での名義。
ケニー（セーブル）
クルー「スピードボーイズ」のリーダー。搭乗車種はS13顔の180SX（シルエイティ）。
ヘイリーと付き合っているが度々口喧嘩している。
ダリル（ダンテ）
クルー「スピードボーイズ」のメンバー。搭乗車種はマスタングFOX。
ジャーディン
クルー「ドリームキラーズ」の女性リーダー。搭乗車種はA45 AMG。
オスカー
クルー「ドリームキラーズ」のメンバー。搭乗車種はM3 E92。
ナリ
演: 星埜李奈
クルー「ドリームキラーズ」の女性メンバー。搭乗車種はランサーエボリューションIX MR。
マンタ（マテオ）
The Leagueの2大トップレーサー。搭乗車種はSRTバイパーGTS。
ヘイリー
The Leagueの2大トップの女性レーサー。搭乗車種はカマロZ28。
ケニーと付き合っているが度々口喧嘩している。
チャオ・チャオ
The Leagueの女性メンバー。搭乗車種は488GTB。

### その他
ジョー
演: アンドリュー・ローレンス（プレイヤーのアバターとの兼役）
ベンチュラ・ベイ出身のストリートレーサーでアナのクルーメンバー。搭乗車種はポールスター・1（カバーカー仕様の特別車両）。
冒頭のストリートレースで警察の襲撃に遭い、ショーの攻撃で追い込まれた挙句、橋下の川に車を水没させてしまう（本人は既のところで脱出）。
マーサーから街からの追放を受け、仲間のリッチーを連れて去った。
スマートフォンアプリ『No Limits』の期間限定イベント「Eclipse」でも登場（ストーリーは本作の前日譚となっている）。
リッチー
ベンチュラ・ベイ出身のストリートレーサーでアナのクルーメンバー。搭乗車種はマスタングGT。
冒頭のストリートレースで警察の襲撃に遭い、レースを先に離脱。その後ジョーと共に街を去った。
ロベルト・リベラ
ルーカスとアナの父。故人で写真のみの登場。ガレージの先代オーナーで「ミスター・クリーン」の呼び名を持ち、カマロSSを仕上げた。
ルーカスがストリートレースで警察に捕まり、彼との電話越しで無言を押し通した直後に心臓発作で他界してしまう。
デックス
ルーカスの旧友のレーサー。搭乗車種はスカイラインGT-R(BNR32)。
プレイヤーに「スピードハンターズ・ショウダウン」でのパーツを賭けたレースや新コースの下見を行ったりと協力する。
ウェイン
ルーカスの知り合いのドリフトドライバー。搭乗車種はRX-7スピリットR。
レースには興味がなくドリフトに興じており、プレイヤーにドリフトの技術を教える。
アスペン出身で、昔はスノーボードをやっていたが事故で腰を痛めてしまい、数年前にパームシティを訪れた。
ロシーニ
ポートマーフィーを拠点とするスクラップ業者。ベンチュラ・ベイ出身。搭乗車種はコロラドZR2。
ルーカスのカマロの修復用のグリルを所持しているため、それを賭けてプレイヤーと部下とのオフロードレースで対決する。
ハッキングにも長けており、主人公の逆探知レーダーを使い情報を収集している。そのため去年からFBIに追われ、オフロードレースの腕試しとしてパームシティを訪れた。
彼女のレースシナリオ中では全く描写が存在しなかったが、フリーローム中の主人公との電話のやり取りから、レズビアンである事が示唆されている。
オデル
ロシーニの部下。搭乗車種はC10。
ラジエル
ポートマーフィーを拠点とする地下のマシンディーラー。素顔は不明。
プレイヤーにマシンの報酬と引き換えに様々な任務を依頼する。

## 登場車両
前作『ペイバック』に引き続きトヨタ製の車は一切収録されていないが、フェラーリが前々作『NFS2015』以来の収録となる。またフォードの1932 Ford RoadsterとBeck Kustoms F132は本作から削除された。ビルドタイプと性能レベルの上限は廃止され、カテゴリーに区分分けされた（なお性能レーティングは100~400+まで）。一部の車両はエアロパーツの変更が不可能で、タイヤ、カラー、ラップのみドレスアップが可能。それによりガレージやディーラーではドレスアップのレーティングが設けられるようになった。
| メーカー     | 車両                                            | 年式 | カテゴリー          | 備考欄                                                                                     |
| ------------ | ----------------------------------------------- | ---- | ------------------- | ------------------------------------------------------------------------------------------ |
| Acura        | NSX                                             | 2017 | スポーツカー        |                                                                                            |
| Acura        | RSX-S                                           | 2004 | クーペ              |                                                                                            |
| Alfa Romeo   | Giulia Quadrifoglio                             | 2016 | パフォーマンス      |                                                                                            |
| Aston Martin | DB5                                             | 1964 | クラシック          |                                                                                            |
| Aston Martin | DB11                                            | 2017 | スポーツカー        |                                                                                            |
| Aston Martin | Vulcan                                          | 2016 | ハイパーカー        |                                                                                            |
| Audi         | R8 V10 Performance Coupe                        | 2019 | スーパーカー        |                                                                                            |
| Audi         | S5 Sportback                                    | 2017 | パフォーマンス      |                                                                                            |
| BMW          | i8 Roadster                                     | 2018 | オープントップ      |                                                                                            |
| BMW          | Z4 M40I                                         | 2019 | オープントップ      |                                                                                            |
| BMW          | M4                                              | 2018 | パフォーマンス      |                                                                                            |
| BMW          | M2 Competition                                  | 2019 | パフォーマンス      |                                                                                            |
| BMW          | M4 GTS                                          | 2016 | パフォーマンス      | エアロ交換不可                                                                             |
| BMW          | M3 E46 GTR Legends Edition                      | 2006 | クーペ              | レーザー(Most Wanted)仕様 ドレスアップ不可初期エンジンが4.0L V8                            |
| BMW          | M4 Convertible                                  | 2017 | オープントップ      |                                                                                            |
| BMW          | i8 Coupe                                        | 2018 | スポーツカー        |                                                                                            |
| BMW          | i8 Coupe K.S Edition                            | 2018 | スポーツカー        | ドレスアップ不可                                                                           |
| BMW          | M3 E46                                          | 2006 | クーペ              |                                                                                            |
| BMW          | M3 Evolution II E30                             | 1988 | パフォーマンス      | 初期マシン                                                                                 |
| BMW          | M3 E92                                          | 2010 | パフォーマンス      |                                                                                            |
| BMW          | M5 F90                                          | 2018 | パフォーマンス      |                                                                                            |
| BMW          | X6 M                                            | 2016 | SUV                 |                                                                                            |
| Buick        | Grand National                                  | 1987 | マッスル            |                                                                                            |
| Chevrolet    | Corvette ZR1 COUPE C7                           | 2019 | スポーツカー        | エアロ交換不可                                                                             |
| Chevrolet    | Corvette Grand Sport C7                         | 2017 | スポーツカー        | パームシティの警察車両                                                                     |
| Chevrolet    | Corvette Grand Sport C7 K.S Edition             | 2018 | スポーツカー        | Deluxe Edition特典 ドレスアップ不可                                                        |
| Chevrolet    | Camaro SS                                       | 1967 | クラシック          | ルーカス・リベラの愛車                                                                     |
| Chevrolet    | Colorado ZR2                                    | 2017 | ピックアップ        | ロシーニの愛車                                                                             |
| Chevrolet    | Corvette Z06                                    | 2013 | スポーツカー        |                                                                                            |
| Chevrolet    | Camaro Z28                                      | 2014 | マッスル            | ショー専用警察車両                                                                         |
| Chevrolet    | Bel Air                                         | 1955 | クラシック          |                                                                                            |
| Chevrolet    | C10 Stepside Pickup                             | 1965 | クラシック          |                                                                                            |
| Dodge        | Challenger SRT8                                 | 2014 | マッスル            |                                                                                            |
| Dodge        | Charger R/T                                     | 1969 | クラシック          |                                                                                            |
| Dodge        | SRT Viper GTS                                   | 2014 | スポーツカー        |                                                                                            |
| Ferrari      | Testarossa Coupé                                | 1984 | スーパーカー        | エアロ交換不可                                                                             |
| Ferrari      | FXX-K Evo                                       | 2018 | ハイパーカー        | エアロ交換不可                                                                             |
| Ferrari      | 488 Pista                                       | 2019 | スーパーカー        | エアロ交換不可                                                                             |
| Ferrari      | 458 Spider                                      | 2011 | スーパーカー        |                                                                                            |
| Ferrari      | 458 Italia                                      | 2009 | スーパーカー        |                                                                                            |
| Ferrari      | F40                                             | 1987 | スーパーカー        |                                                                                            |
| Ferrari      | La Ferrari                                      | 2013 | ハイパーカー        | エアロパーツは存在するが、正規の手段では装着不可                                           |
| Ferrari      | 488 GTB                                         | 2015 | スーパーカー        |                                                                                            |
| Ford         | F-150 Raptor Legends Edition(FEM From NFSP)     | 2017 | ピックアップ        | フェイス・ジョーンズ(Payback)仕様 ドレスアップ不可                                         |
| Ford         | Focus RS                                        | 2016 | ホットハッチ        |                                                                                            |
| Ford         | Mustang GT                                      | 2015 | マッスル            |                                                                                            |
| Ford         | F-150 Raptor                                    | 2017 | ピックアップ        |                                                                                            |
| Ford         | Mustang                                         | 1965 | クラシック          | 初期マシン                                                                                 |
| Ford         | Mustang BOSS 302                                | 1969 | クラシック          |                                                                                            |
| Ford         | GT                                              | 2017 | スーパーカー        |                                                                                            |
| Ford         | Mustang FoxBody                                 | 1990 | マッスル            |                                                                                            |
| Honda        | S2000                                           | 2009 | オープントップ      |                                                                                            |
| Honda        | NSX Type-R                                      | 1992 | スポーツカー        |                                                                                            |
| Honda        | Civic Type-R /EK9                               | 2000 | ホットハッチ        |                                                                                            |
| Honda        | Civic Type-R /FK2                               | 2015 | ホットハッチ        |                                                                                            |
| Infiniti     | Q60 S                                           | 2017 | スポーツカー        |                                                                                            |
| Jaguar       | F-Type R Convertible                            | 2019 | オープントップ      |                                                                                            |
| Jaguar       | F-Type R Coupe                                  | 2016 | スポーツカー        |                                                                                            |
| Koenigsegg   | Regera                                          | 2016 | ハイパーカー        | 初期性能が400+                                                                             |
| Lamborghini  | Countach 25th Anniversary                       | 1989 | スーパーカー        |                                                                                            |
| Lamborghini  | Aventador SVJ Coupe                             | 2019 | スーパーカー        | エアロ交換不可                                                                             |
| Lamborghini  | Aventador SVJ Roadster                          | 2019 | オープントップ      | エアロ交換不可                                                                             |
| Lamborghini  | Huracan Performante                             | 2018 | スーパーカー        | エアロ交換不可                                                                             |
| Lamborghini  | Huracan Performante Spyder                      | 2018 | オープントップ      | エアロ交換不可                                                                             |
| Lamborghini  | Aventador S                                     | 2018 | スーパーカー        |                                                                                            |
| Lamborghini  | Aventador S Roadster                            | 2017 | オープントップ      |                                                                                            |
| Lamborghini  | Huracan LP580-2 Spyder                          | 2018 | オープントップ      |                                                                                            |
| Lamborghini  | Huracan LP580-2                                 | 2018 | スーパーカー        |                                                                                            |
| Lamborghini  | Diablo SV                                       | 1995 | スーパーカー        |                                                                                            |
| Lamborghini  | Murciélago SV                                   | 2010 | スーパーカー        |                                                                                            |
| Land Rover   | Defender 110 Double Cab Pickup                  | 2015 | オフロード          |                                                                                            |
| Land Rover   | Range Rover Sport SVR                           | 2015 | SUV                 |                                                                                            |
| Lotus        | Exige S                                         | 2006 | トラックデー/走行会 |                                                                                            |
| Mazda        | MX-5                                            | 2015 | オープントップ      |                                                                                            |
| Mazda        | MX-5                                            | 1996 | オープントップ      |                                                                                            |
| Mazda        | RX-7 Spirit R                                   | 2002 | クーペ              | ウェインの愛車                                                                             |
| McLaren      | 600LT                                           | 2018 | スーパーカー        | エアロ交換不可                                                                             |
| McLaren      | P1 GTR                                          | 2015 | ハイパーカー        | エアロ交換不可                                                                             |
| McLaren      | 570S Spider                                     | 2015 | オープントップ      |                                                                                            |
| McLaren      | P1                                              | 2014 | ハイパーカー        |                                                                                            |
| McLaren      | 570S                                            | 2015 | スーパーカー        |                                                                                            |
| Mercedes-AMG | C63 Coupe                                       | 2018 | クーペ              |                                                                                            |
| Mercedes-AMG | C63 Coupe K.S Edition                           | 2018 | クーペ              | Deluxe Edition特典 ドレスアップ不可                                                        |
| Mercedes-AMG | GT R                                            | 2017 | スポーツカー        | エアロ交換不可                                                                             |
| Mercedes-AMG | GT S Roadster                                   | 2019 | オープントップ      |                                                                                            |
| Mercedes-AMG | G63                                             | 2017 | SUV                 |                                                                                            |
| Mercedes-AMG | GT                                              | 2015 | スポーツカー        |                                                                                            |
| Mercedes-AMG | A45                                             | 2016 | ホットハッチ        |                                                                                            |
| Mercury      | Cougar XR-7                                     | 1967 | クラシック          |                                                                                            |
| MINI         | Countryman John Cooper Works                    | 2017 | ホットハッチ        |                                                                                            |
| Mitsubishi   | Lancer Evolution X                              | 2008 | ラリー              |                                                                                            |
| Mitsubishi   | Lancer Evolution X K.S Edition                  | 2008 | ラリー              | Deluxe Edition特典 ドレスアップ不可                                                        |
| Mitsubishi   | Lancer Evolution X K.S Playstation Edition      | 2008 | ラリー              | PS4初回特典 ドレスアップ不可                                                               |
| Mitsubishi   | Lancer Evolution X K.S Xbox Edition             | 2008 | ラリー              | XBOX初回特典 ドレスアップ不可                                                              |
| Mitsubishi   | Lancer Evolution X K.S Origin Edition           | 2008 | ラリー              | PC・Origin初回特典 ドレスアップ不可                                                        |
| Mitsubishi   | Lancer Evolution IX MR                          | 2007 | ラリー              |                                                                                            |
| Nissan       | 370Z Heritage Edition                           | 2019 | クーペ              |                                                                                            |
| Nissan       | 370Z Red Bull Edition                           | 2019 | クーペ              | アブド・フェガリ Car Park Drift仕様 ドレスアップ不可 特設サイトで入手可能（PS4とXBOX限定） |
| Nissan       | GT-R NISMO                                      | 2017 | スーパーカー        | エアロ交換不可                                                                             |
| Nissan       | 370Z NISMO                                      | 2015 | クーペ              | エアロ交換不可                                                                             |
| Nissan       | 350Z Legends Edition(Rachel's From NFSU2)       | 2003 | クーペ              | レイチェル・テラー(UG2)仕様 ドレスアップ不可                                               |
| Nissan       | Skyline GT-R Legends Edition(Eddie's From NFSU) | 2002 | クーペ              | エディー(UG1)仕様 ドレスアップ不可                                                         |
| Nissan       | GT-R Premium                                    | 2017 | スーパーカー        |                                                                                            |
| Nissan       | 180SX Type X                                    | 1996 | クーペ              | 初期マシン フロントバンパーによりS13顔 (通称シルエイティ)にすることができる                |
| Nissan       | 350Z                                            | 2008 | クーペ              | アナ・リベラの愛車                                                                         |
| Nissan       | Skyline GT-R V-Spec /R34                        | 1999 | クーペ              |                                                                                            |
| Nissan       | Fairlady 240ZG                                  | 1971 | クーペ              |                                                                                            |
| Nissan       | Skyline GT-R V-Spec /R32                        | 1993 | クーペ              | デックスの愛車                                                                             |
| Nissan       | Silvia Spec-R Aero                              | 2002 | クーペ              |                                                                                            |
| Nissan       | Skyline 2000 GT-R /KPGC10                       | 1971 | クーペ              |                                                                                            |
| Pagani       | Huayra BC                                       | 2017 | ハイパーカー        |                                                                                            |
| Plymouth     | Barracuda                                       | 1970 | クラシック          |                                                                                            |
| Polestar     | 1                                               | 2020 | クーペ              |                                                                                            |
| Polestar     | 1 Hero Edition                                  | 2020 | クーペ              | ジョーの愛車（パッケージ車両） ドレスアップ不可                                            |
| Pontiac      | Firebird Trans Am                               | 1977 | クラシック          |                                                                                            |
| Porsche      | 911 GT3 RS(991)                                 | 2019 | スポーツカー        |                                                                                            |
| Porsche      | Cayman GT4                                      | 2015 | スポーツカー        | エアロ交換不可                                                                             |
| Porsche      | 911 GT2 RS(991)                                 | 2018 | スポーツカー        | エアロ交換不可                                                                             |
| Porsche      | 911 Carrera GTS(991.2)                          | 2018 | スポーツカー        |                                                                                            |
| Porsche      | 911 Carrera GTS Cabriolet(991.2)                | 2018 | オープントップ      |                                                                                            |
| Porsche      | 911 Targa 4 GTS(991.2)                          | 2018 | スポーツカー        |                                                                                            |
| Porsche      | 718 Cayman GTS                                  | 2018 | スポーツカー        |                                                                                            |
| Porsche      | 911 Turbo S Exclusive Series(991)               | 2018 | スポーツカー        | エアロ交換不可                                                                             |
| Porsche      | 911 Turbo S Exclusive Series Cabriolet(991)     | 2018 | オープントップ      | エアロ交換不可                                                                             |
| Porsche      | 911 Carrera RSR 2.8                             | 1973 | スポーツカー        |                                                                                            |
| Porsche      | 911 Carrera S(993)                              | 1997 | スポーツカー        | ルーカス・リベラの愛車                                                                     |
| Porsche      | 918 Spyder                                      | 2015 | ハイパーカー        |                                                                                            |
| Porsche      | Panamera Turbo(971)                             | 2017 | パフォーマンス      |                                                                                            |
| Subaru       | IMPREZA WRX STI /GDB-F                          | 2006 | ラリー              |                                                                                            |
| Subaru       | BRZ Premium                                     | 2014 | クーペ              | フロントバンパーによりトヨタ・86顔に することができる                                      |
| Subaru       | IMPREZA WRX STI /GRB                            | 2010 | ラリー              |                                                                                            |
| Volkswagen   | Beetle                                          | 1963 | ホットハッチ        |                                                                                            |
| Volkswagen   | Golf GTI Clubsport                              | 2016 | ホットハッチ        |                                                                                            |
| Volkswagen   | Golf GTi                                        | 1976 | ホットハッチ        |                                                                                            |
| Volvo        | Amazon P130                                     | 1970 | クラシック          |                                                                                            |
| Volvo        | 242 DL                                          | 1975 | セダン              |                                                                                            |

### アップデートにより追加されたマシン
2020年3月3日配信
| メーカー     | 車両         | 年式 | カテゴリー   | 備考欄   |
| ------------ | ------------ | ---- | ------------ | -------- |
| Aston Martin | DB11 Volante | 2018 | オープン     |          |
| McLaren      | F1           | 1993 | スーパーカー | 有料配信 |

### 一般車

#### アザーカー
コース上を走行している、プレイヤー以外の車両。NPC専用。前作まで走行していたFord Explorer及びFord Crown Victoriaのタクシーは登場しない。
- BMW 1 Series Coupe（2007年）
- BMW 3 Series Coupe（2006年）
- Ford F-150（2013年）
- Chevrolet Express（2006年）
- GMC Topkick（2009年）[注 3]
- GMC Yukon（2019年）
- Dodge Caliber（2007年）
- Infiniti G35（2005年）

#### パトカー
パーム・シティの警察車両。NPC専用。車種は共通しているが、昼は交通課、夜はタスクフォースの車両が巡回する為、カラーリングが異なる。また、ライノユニットである装甲車はタスクフォースのみが使用する為、昼間には出現しない。同様に、スパイクベルトもタスクフォースのみの使用で昼間には設置されない。
- Chevrolet Camaro Z28 Shaw（2014年）
- Chevrolet Corvette Grand Sport C7（2017年）
- Dodge Charger SRT8（2012年）
- Ford Crown Victoria Police Interceptor（2008年）
- Ford Explorer Police Interceptor Utility（2013年）[注 4]
- Ford Explorer Police Interceptor Utility Mercer（2013年）
- Rhino Armored Truck

内部データにはフォード ホットロッドや、前作Paybackに登場したセミトラック、コンテナトレーラー、プレイアブル仕様のクラウンヴィクトリアのデータがほぼ全て残っている。また、アヴェンタドールSVのエンジンデータやボディキット含む各種データも存在し、ボディキットはアヴェンタドールSに装着可能。

## EA TRAX
本作は昼と夜によって選曲が変わる。またガレージでのみ流れるトラックも存在。
1. 2 Chainz feat.Kendrick Lamar - Momma I Hit a Lick
2. Alvaro Diaz - Pro
3. Anna Lunoe - 303
4. Bear Grillz ft. Bok Nero - Don't Stop Get It
5. BJ the Chicago Kid ft. Offset - Worryin Bout
6. Blac Youngsta - So What
7. BlocBoy JB - Mercedes
8. BlumBros x MAKJ - LS6
9. Bomba Estéreo ft.Systema Solar - Carnavalera
10. Bomby, Apache - Con Mucho Son
11. Bonobo - Linked
12. Bumbasee - Tooth And Nail (ONEDUO Remix)
13. Burna Boy - Collateral Damage
14. Chase & Status ft. Kabaka Pyramid - Murder Music
15. Danay Suárez - Viaje en Dub
16. DeeWunn and Leo Justi - Back It Up, Drop It
17. Denzel Curry ft.Rick Ross - BIRDZ
18. Deorro, Elvis Crespo & Henry Fong - Pica
19. Diplo - Bubble Up
20. Eve ft.Konshens - Reload
21. Felix Jaehn & Breaking Beattz ft.Brother Leo - LIITA
22. French Montana ft.Zion & Lennox - Writing on the Wall
23. Gente de Zona ft.El Micha - Hazle Completo El Cuento
24. Gente de Zona ft.Zion & Lennox - Poquito A Poco
25. Gloria Groove - Coisa Boa
26. Impish - Hive
27. INNA - Tu Manera
28. Joel Fletcher & Reece Low ft.Savage - Turn Up
29. KANDY & Nonsens - Like This
30. King Of The Rollers - Guiter Track
31. KLTR - Levantate
32. Lil Baby & Future - Out The Mud
33. Logic ft.YBN Cordae - Mama/Snow Love
34. Machine Gun Kelly - el Diablo
35. Maejor, Yashua & Jeon - Nirvana
36. Melii ft.Odalys - Copy
37. MNKYBSNSS - Frágil
38. MNKYBSNSS - Otro Lugar
39. Mustard ft.Quavo, 21 Savage, YG & Meek Mill - 100 Bands
40. NGHTMRE & A$AP Ferg - REDLIGHT
41. NGHTMRE & ZHU ft.Kidd Keem - Man's First Inhibition
42. Noma$ - Pay Day
43. NVDES - Rock And Roll
44. Party Favor & Good Times Ahead - Work It Out
45. Party Favor & graves - Reach For Me
46. Play-N-Skillz - Pegadito
47. Radamiz ft.History & Tedy Andreas - Save the Youth
48. Sa-Roc - Goddess Gang
49. SOFI TUKKER - Swing
50. SOFI TUKKER & Bomba Estéreo - Playa Grande
51. The Cinematic Orchestra - A Caged Bird/Imitations of Life
52. The Tribe Of Good - Turning It Up For The Sunshine (Friend Within Remix)
53. Toro y Moi - Fading
54. Toro y Moi - Ordinary Pleasure
55. TroyBoi - Say Yeah
56. Tycho - Easy
57. Valentino Khan x Kayzo - Novocaine
58. Whiney ft.Kwam - Doin' It For Time

## アップデート
2020年1月28日
Thrustmaster製、Logitech製、Fanatec製ステアリングコントローラーへの対応。
チャットホイールの実装。
有料アイテム・マップキーの追加。
QOL改善、その他不具合の修正
2020年3月3日
新イベント「ブラックマーケットデリバリー」追加。
新車種にAston Martin DB11 VolanteとMcLaren F1追加（F1は有料）。
QOL改善、その他不具合の修正
2020年6月9日
本作最後のアップデート。
クロスプレイの実装。

## 日本語吹き替え声優
- 田島章寛
- 清水はる香
- 岡本幸輔
- 綿貫竜之介
- 弘松芹香
- 大津愛理
- 松井茜
- Arika Aizawa
- バトリ勝悟
- 横田大輔
- 塙英子
- 山野井仁
- 寸石和弘
- 松田健一郎
- 浜田賢二
- 福西勝也
- 世戸さおり
- 鈴宮早織
- 高宮彩織
- 鶴岡聡
- 真木駿一
- 内野孝聡
- 増元拓也
- 菊地達弘
- 櫻井トオル
- 渡部俊樹
- 近藤唯
- 石上裕一
- 有賀由樹子

## NFS Heat スタジオ
本作の発売に先立ってiOS、Android向けに無料で配信されたモバイルアプリである。このアプリでは本作に収録されるクルマの大部分を収録し、そのクルマに対してペイント、パーツのカスタム、ラップ（デカール）の貼り付け、車高の上げ下げやキャンバー角の調整を行うことができる。このアプリで作成したクルマは本編のガレージから反映させることが可能。
尚、DB11 VolanteとF1は収録されていない